# Unione Sportiva Grosseto 1949-1950
Questa pagina raccoglie le informazioni riguardanti l'Unione Sportiva Grosseto nelle competizioni ufficiali della stagione 1949-1950.

## Rosa
| N. |                   | Ruolo | Calciatore        |
| -- | ----------------- | ----- | ----------------- |
|    | Italia (bandiera) | A     | W. Barbagli       |
|    | Italia (bandiera) | A     | L. Bretti         |
|    | Italia (bandiera) | D     | T. Caporiccio     |
|    | Italia (bandiera) | A     | L. Colombo        |
|    | Italia (bandiera) | C     | Marino Conforti   |
|    | Italia (bandiera) | P     | Aldo D'Ambrosi    |
|    | Italia (bandiera) | A     | D. Fanciulli      |
|    | Italia (bandiera) | A     | Renato Fioravanti |

| N. |                     | Ruolo | Calciatore      |
| -- | ------------------- | ----- | --------------- |
|    | Italia (bandiera)   | D     | G. Flegar       |
|    | Italia (bandiera)   | A     | Franceschini    |
|    | Ungheria (bandiera) | C     | L. Fuzessy      |
|    | Italia (bandiera)   | C     | M. Lenci        |
|    | Italia (bandiera)   | C     | L. Malerba      |
|    | Italia (bandiera)   | C     | Stelio Puccetti |
|    | Italia (bandiera)   | D     | C. Pucci        |